# Mikkey Dee
Pour les articles homonymes, voir Dee.
Mikkey Dee, de son vrai nom Micael Delaoglou, né le 31 octobre 1963 à Göteborg (Suède), est le batteur du groupe de hard rock allemand Scorpions depuis septembre 2016. Il a commencé sa carrière dans le groupe King Diamond, mais il est surtout connu — même aujourd'hui encore, malgré son statut actuel — pour avoir été le batteur du groupe de heavy metal britannique Motörhead de 1993 jusqu'à sa dissolution en décembre 2015 (soit pendant plus de la moitié de l'existence du groupe).

## Biographie

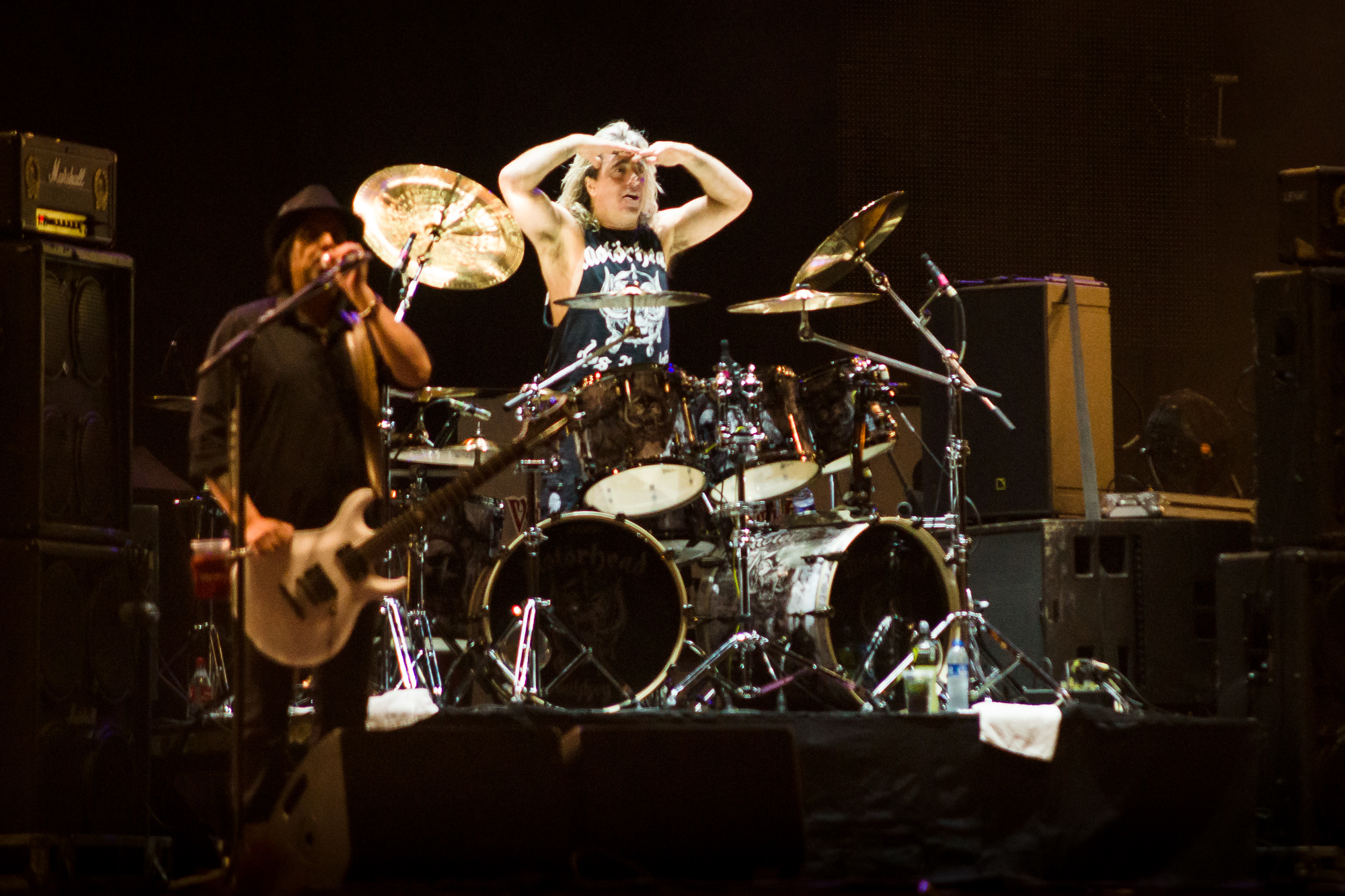
Mikkey Dee avec Motörhead à Varsovie en 2013, lors du Ursynalia Festival.

Mikkey Dee commence sa carrière musicale en Suède avec des groupes locaux comme Nadir (1980-1983). Il a pour modèle Ian Paice (Deep Purple) et pour influence des batteurs tels que Brian Downey, Neil Peart, Steven Smith ou encore Buddy Rich.
En 1984, il s'installe à Copenhague pour jouer avec le groupe Geisha. Au bout d'un an, il rejoint le groupe King Diamond dans lequel il va rester jusqu'à 1989 après la sortie de l'album Them. « Il avait l'impression que le groupe évoluait dans la mauvaise direction. Ils avaient fonctionné comme un groupe depuis le premier jour mais il lui semblait que le cela devenait de plus en plus un projet solo. Mikkey n'avait pas l'intention d'être un simple instrumentiste l'accompagnant » Alors qu'il a déjà quitté le groupe, il enregistre pourtant l'album Conspiracy, avant de céder sa place à Snowy Shaw.
Après King Diamond, il rejoint Don Dokken pour son album solo, Up From The Ashes (1990)
En 1992, il accepte la proposition de Lemmy Kilmister, le bassiste-chanteur de Motörhead, de remplacer Philty "Animal" Taylor au poste de batteur. Lemmy l'avait déjà contacté pour jouer dans Motörhead après le départ de Pete Gill en 1987, mais Mikkey venait de rejoindre Dokken.
Jouer dans ce groupe constituait pour lui un défi mais, comme il l'affirmera plus tard, il « savait qu'il était meilleur que Philthy Animal Taylor et que les fans les plus durs finiraient par l'apprécier »[réf. nécessaire]. On entend ses prestations sur des albums tels que Bastards, Sacrifice, We Are Motörhead ou encore Kiss of Death.
Lemmy avoue être très satisfait du travail de Mikkey dans le groupe et comme il le dit dans l'album live Everything Louder Than Everyone Else, il le considère comme « le meilleur batteur du monde ».
En 2003, il rejoint Helloween pour l'album Rabbit Don't Come Easy, tout en continuant de tourner avec Motörhead.
De 2004 à 2015, lors des concerts de Motörhead, il joue de la guitare acoustique exclusivement sur la chanson Whorehouse Blues, extraite de l'album Inferno.
Avec Åge Sten Nilsen (Wig Wam), Hal Patino (King Diamond), Mic Michaeli et John Norum (tous les deux membres du groupe Europe), il fonde le groupe Nordic Beast avec lequel il donne épisodiquement des concerts de reprises. Ces concerts sont sa deuxième collaboration avec John Norum : il avait participé à l'enregistrement du deuxième album solo de celui-ci, Face the Truth, sur le morceau Distant Voices.
Il annonce le 29 décembre 2015 la dissolution de Motörhead à la suite du décès de Lemmy Kilmister.
Alors que son arrivée est annoncée en janvier 2016 au sein de Thin Lizzy le temps d'une tournée anniversaire, en mai de la même année il rejoint Scorpions pour boucler la tournée du groupe allemand, en remplacement de James Kottak, souffrant. Thin Lizzy le remplace par Scott Travis (Judas Priest). En septembre de la même année, Scorpions annonce son recrutement comme membre permanent.
En 2019, Mikkey Dee annonce l'ouverture de son bar rock à Paris, Alabama Bar.

Avec Scorpions à Colmar en juillet 2018
Avec Scorpions à Rennes en juin 2018
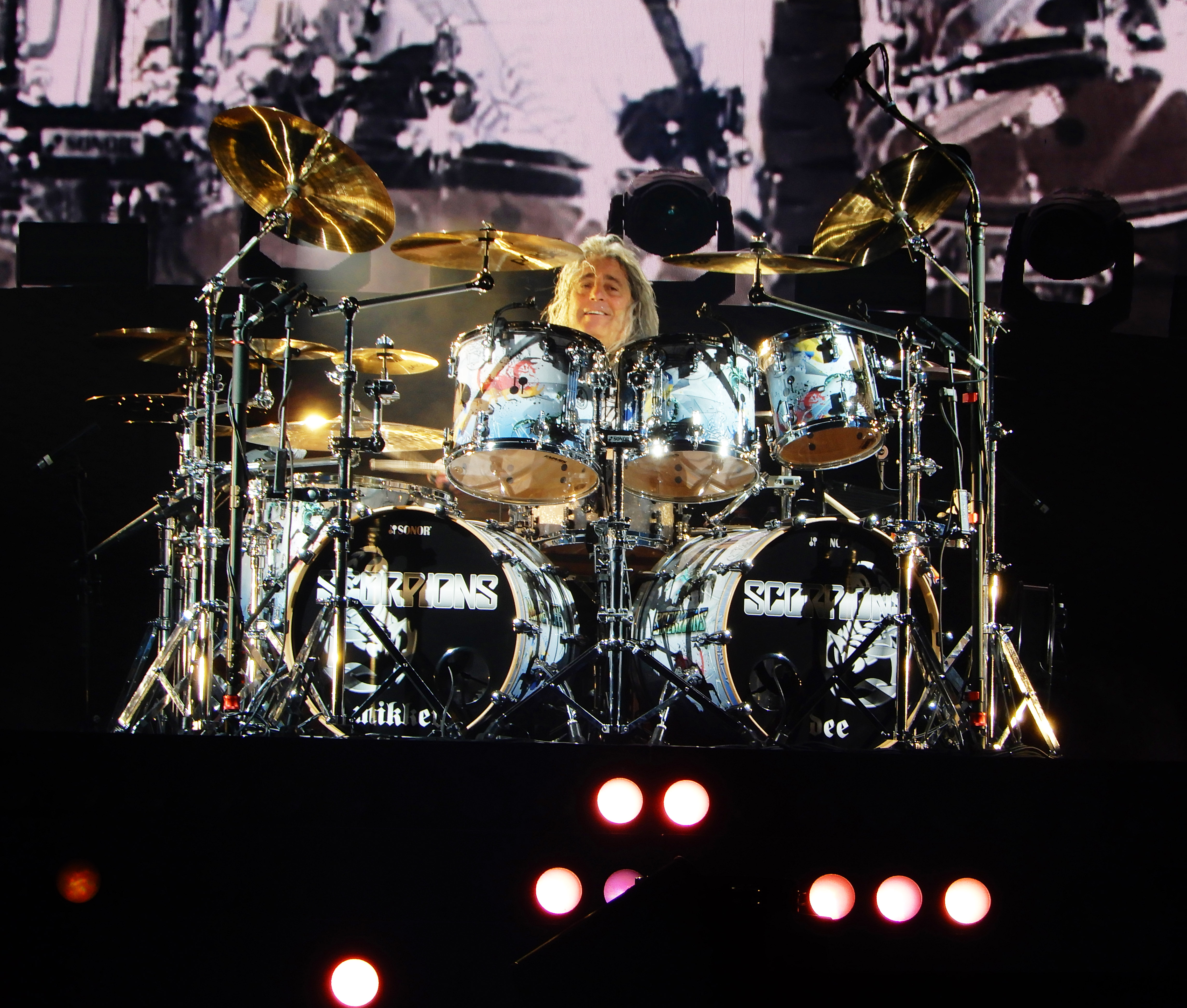
Mikkey Dee au Zénith de Clermont-Ferrand en juillet 2022

## Discographie

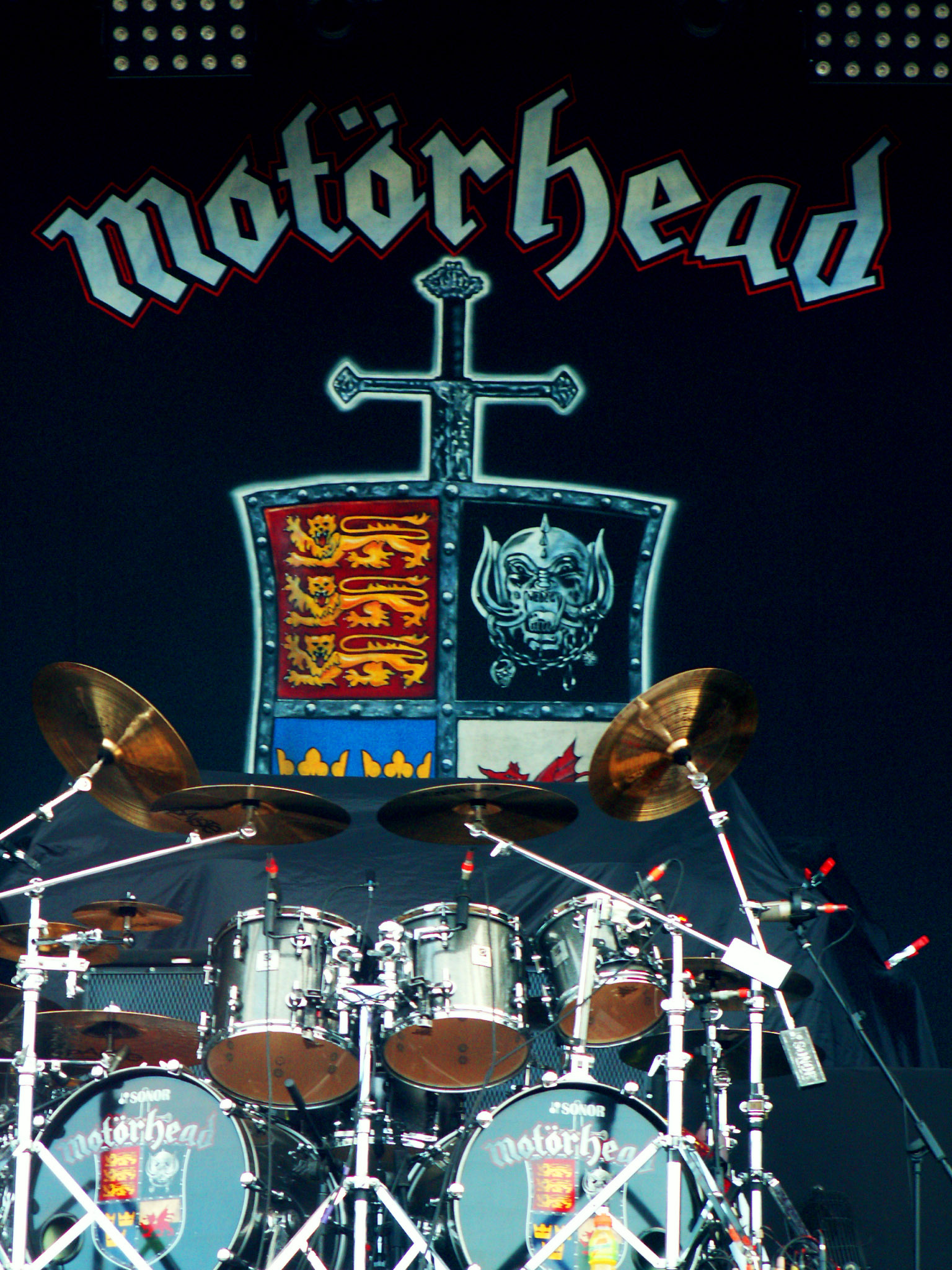
Batterie de Mikkey Dee au Hellfest 2010

### King Diamond
- Fatal Portrait (1986)
- Abigail (1987)
- Them (1988)
- Conspiracy (1989)

### Don Dokken
- Up from the Ashes  (1990)

### Motörhead
- March ör Die (titre Hellraiser uniquement) (1992)
- Bastards (1993)
- Sacrifice (1995)
- Overnight Sensation (1996)
- Snake Bite Love (1998)
- We Are Motörhead (2000)
- Hammered (2002)
- Inferno (2004)
- Kiss of Death (2006)
- Motörizer (2008)
- The Wörld is Yours (2010)
- Aftershock (2013)
- Bad Magic (2015)

### Helloween
- Rabbit Don't Come Easy (2003)

### Scorpions
- Rock Believer (2022)